# Marcus Wilson Acheson

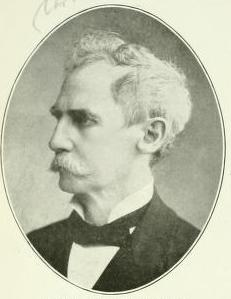
Marcus Wilson Acheson

Marcus Wilson Acheson (* 7. Juni 1828 in Washington, Pennsylvania; † 21. Juni 1906 in Pittsburgh, Pennsylvania) war ein US-amerikanischer Jurist. Nach seiner erstmaligen Berufung durch Präsident Rutherford B. Hayes fungierte er von bis 1880 bis zu seinem Tod im Jahr 1906 als Bundesrichter. Zunächst gehörte er dem Bundesbezirksgericht für den westlichen Distrikt von Pennsylvania an, dann ab 1891 dem Bundesberufungsgericht für den dritten Gerichtskreis.

## Werdegang
Nach dem Schulbesuch absolvierte Marcus Acheson das Washington College in seiner Heimatstadt und erwarb dort 1845 den Bachelor of Arts. Danach absolvierte er eine Ausbildung in den Rechtswissenschaften, die er 1852 abschloss, woraufhin er in Pittsburgh als Rechtsanwalt zu arbeiten begann. Bis 1880 betrieb er dort seine private Praxis.
Am 6. Januar 1880 wurde Acheson durch Präsident Hayes als Nachfolger des verstorbenen Winthrop Welles Ketcham zum Richter am United States District Court for the Western District of Pennsylvania ernannt. Die Bestätigung durch den Senat der Vereinigten Staaten erfolgte acht Tage später, woraufhin er sein Amt unmittelbar darauf antrat. Am 16. Juni 1891 wechselte er – diesmal auf Berufung durch Präsident Benjamin Harrison am 23. Januar desselben Jahres – an den neu eingerichteten United States Court of Appeals for the Third Circuit, der für die Bundesstaaten Delaware, New Jersey und Pennsylvania zuständig ist. Gleichzeitig übernahm er den Sitz von William McKennan am Bundeskreisgericht für den dritten Gerichtskreis; diese Instanz wurde im selben Jahr vollständig durch die Bundesberufungsgerichte ersetzt. Acheson übte sein Amt bis zu seinem Tod am 21. Juni 1906 aus. Sein Nachfolger wurde Joseph Buffington. Er wurde auf dem Allegheny Cemetery in Pittsburgh beigesetzt.